# Crônicas de Jerameel
As Crônicas de Jerameel é uma coleção de escritos judaicos provavelmente compilados no século XII d.C. por um certo Eleazar ben Aser, que afirma ter usado os textos de Jerameel ben Solomon como uma de suas fontes. Pouco se sabe sobre Eleazar e Jerameel, mas as tradições usadas na crônica parecem originar-se de várias fontes, incluindo Midraxim e autores clássicos como Estrabão.
As crônicas foram publicadas em inglês como The Chronicles of Jerahmeel Or, the Hebrew Bible Historiale pela Royal Asiatic Society, traduzido por Moses Gaster, 1899. Gaster afirmou em seu extenso prefácio sua opinião (p. xx) que as crônicas foram compiladas de várias fontes hebraicas, algumas bastante antigas e outras mais recentes.